# كلايف لوكاس
كلايف لوكاس (بالإنجليزية: Clive Lucas)‏ هو مهندس معماري أسترالي، ولد في 14 نوفمبر 1943.